# Endasys leptotexanus
Endasys leptotexanus là một loài tò vò trong họ Ichneumonidae.